# Lionardo Sesler
Lionardo Sesler, auch Leonardo Sesler, († 1785) war ein italienischer Arzt und Botaniker. Sein offizielles botanisches Autorenkürzel lautet „Sesl.“ 

## Leben und Wirken

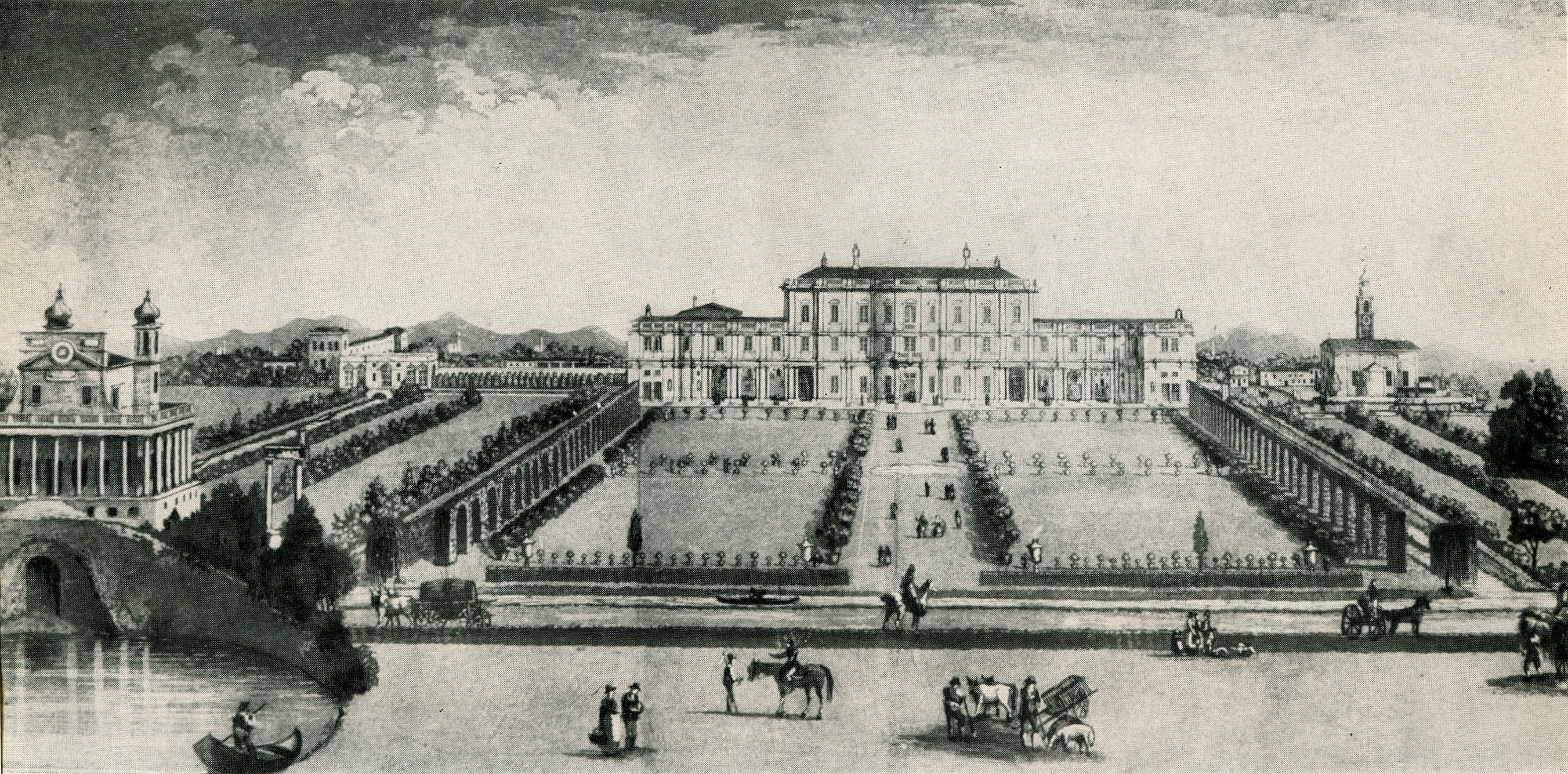
Villa Farsetti, 1833, von Antonio Lazzari

Lionardo Sesler praktizierte in Venedig als Arzt. 1750 beschrieb und zeichnete er als erster ein Exemplar der Gattung Vitaliana, die er nach Vitaliano Donati benannt hatte. Carl von Linné übernahm 1753 diesen Gattungsnamen nicht, sondern stellte die Art als Primula vitaliana in seine Gattung Primeln (Primula). Sesler half bei der Errichtung des privaten botanischen Gartens von Filippo Farsetti (1705–1774) an dessen Villa in Santa Maria di Sala bei Padua.

## Ehrungen
Die Gattungen Sesleria Scop. (1760) und Sesleriella Deyl (1946) wurden nach Sesler benannt.

## Schriften (Auswahl)
- Lettera […] intorno ad un nuovo genere di Piante terrestri. In: Vitaliano Donati: Della storia naturale marina dell’ Adriatico saggio giuntavi una lettera del Signor L. Sesler intorno ad un nuovo genere di piante terrestri. Venedig 1750 (Digitalisat).
  - Von einer neuen Gattung Erd-Pflanzen, die ihm zu Ehren Vitaliana genannt worden. In: Vitaliano Donati: Auszug seiner Natur-Geschichte des adriatischen Meers […]. Francken, Halle 1753 (Digitalisat).

## Nachweise